# Magnit Island
Magnit Island (ryska: Остров Магнит: fritt översatt: Magnetön) är en ö i Antarktis. Den ligger i havet utanför Östantarktis. Australien gör anspråk på området.